# Cálcis
Cálcis ou Cálquida (em grego clássico: Χαλκίς; romaniz.: Khalkís; em grego: Χαλκίδα; romaniz.: Chalkída) é a principal cidade da ilha de Eubeia e a capital do distrito do mesmo nome, na Grécia, situada junto ao estreito de Euripo. Tinha, em 2001, 53 584 habitantes. É sede de arcebispado e capital da prefeitura de Eubeia.
Importante cidade antiga, é hoje um centro agrícola e agro-alimentar com indústrias de manteiga, pecuária e destilarias.

## Mitologia
Cálcis, na mitologia grega, foi uma das doze filhas de Asopo e Metope, filha do deus-rio Ladão. Asopo e Metope tiveram dois filhos,  Pelasgo ou Pelagon e Ismeno, e várias filhas; vinte filhas, das quais Egina e Salamina, segundo Pseudo-Apolodoro,  ou doze filhas, Córcira, Salamina, Egina,  Peirene, Cleone, Tebas, Tânagra, Tespeia, Asopis, Sinope, Ornia e Cálcis, segundo Diodoro Sículo.

Na Guerra de Troia, Cálcis fazia parte do domínio dos Abantes, que dominavam Eubeia, Cálcis, Erétria, Histeia, Cerinto, Dio, Caristo e Estira; seu líder foi Elefenor, filho de Calcodonte, que levou 40 navios negros.

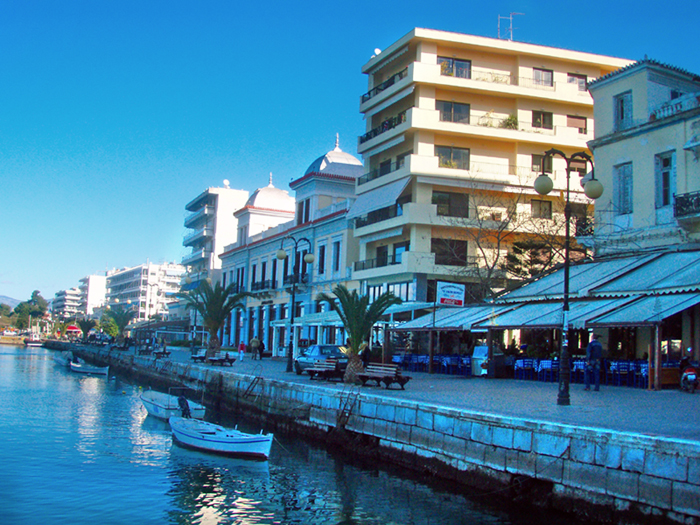
Cálcis.